# طباعة رقمية
طباعة رقمية هي الجيل الأخير في تطور الطباعة استنادا إلى النظام الرقمي من أجل النشر المكتبي وتتميز بالسرعة نظرا لاختصارها الكثير من مراحل الطباعة، ويضاف لذلك أن بهذا الاسلوب التقني يمكن الحفاظ على ثبات الألوان في المطبوعات بالحصول على جودة عالية، كما تتيح أيضا طباعة الأرقام الصغيرة.